# Tournoi de tennis de Bol
Le tournoi de Bol (Croatie) est un tournoi international de tennis féminin du circuit professionnel WTA.
Après l'édition inaugurale de 1991, Zagreb a exceptionnellement accueilli le tournoi en 1995. De 1996 à 2003, l'épreuve est organisée chaque année, fin avril, sur terre battue et en extérieur.
L'Open de Bol disparaît du calendrier en 2004, ayant été racheté au profit de l'Open de Cincinnati.
Le tournoi réapparaît en 2016 et est classé en catégorie WTA 125.

## Palmarès

### Simple
| No                                | Date       | Nom et lieu du tournoi                 | Catégorie                              | Dotation                               | Surface                                | Vainqueure                             | Finaliste                              | Score                                  |                                        |
| --------------------------------- | ---------- | -------------------------------------- | -------------------------------------- | -------------------------------------- | -------------------------------------- | -------------------------------------- | -------------------------------------- | -------------------------------------- | -------------------------------------- |
| 1                                 | 22-04-1991 | Croatian Lottery Cup, Bol              | Tier V                                 | 100 000 $                              | Terre (ext.)                           | Sandra Cecchini                        | Magdalena Maleeva                      | 6-4, 3-6, 7-5                          | Tableau                                |
| Pas de tournoi entre 1992 et 1994 |            |                                        |                                        |                                        |                                        |                                        |                                        |                                        |                                        |
| 2                                 | 24-04-1995 | Croatian Ladies Open, Zagreb           | Tier III                               | 161 250 $                              | Terre (ext.)                           | Sabine Appelmans                       | Silke Meier                            | 6-4, 6-3                               | Tableau                                |
| 3                                 | 29-04-1996 | “M” Elektronika Cup, Bol               | Tier IV                                | 107 500 $                              | Terre (ext.)                           | Gloria Pizzichini                      | Silvija Talaja                         | 6-0, 6-2                               | Tableau                                |
| 4                                 | 28-04-1997 | Croatian Ladies Open, Bol              | Tier IV                                | 107 500 $                              | Terre (ext.)                           | Mirjana Lučić                          | Corina Morariu                         | 7-5, 6-7, 7-6                          | Tableau                                |
| 5                                 | 27-04-1998 | Croatian Ladies Open, Bol              | Tier IV                                | 107 500 $                              | Terre (ext.)                           | Mirjana Lučić                          | Corina Morariu                         | 6-2, 6-4                               | Tableau                                |
| 6                                 | 26-04-1999 | Croatian Ladies Open, Bol              | Tier IVa                               | 142 500 $                              | Terre (ext.)                           | Corina Morariu                         | Julie Halard                           | 6-2, 6-0                               | Tableau                                |
| 7                                 | 01-05-2000 | Croatian Ladies Open, Bol              | Tier III                               | 170 000 $                              | Terre (ext.)                           | Tina Pisnik                            | Amélie Mauresmo                        | 7-64, 7-62                             | Tableau                                |
| 8                                 | 30-04-2001 | Croatian Ladies Open, Bol              | Tier III                               | 170 000 $                              | Terre (ext.)                           | Angeles Montolio                       | Mariana Díaz-Oliva                     | 3-6, 6-2, 6-4                          | Tableau                                |
| 9                                 | 29-04-2002 | Croatian Ladies Open, Bol              | Tier III                               | 170 000 $                              | Terre (ext.)                           | Åsa Svensson                           | Iva Majoli                             | 6-3, 4-6, 6-1                          | Tableau                                |
| 10                                | 28-04-2003 | Croatian Ladies Open, Bol              | Tier III                               | 170 000 $                              | Terre (ext.)                           | Vera Zvonareva                         | C. Granados                            | 6-1, 6-3                               | Tableau                                |
| Pas de tournoi entre 2004 et 2015 |            |                                        |                                        |                                        |                                        |                                        |                                        |                                        |                                        |
| 11                                | 31-05-2016 | Bol Open, Bol                          | WTA 125                                | 115 000 $                              | Terre (ext.)                           | Mandy Minella                          | Polona Hercog                          | 6-2, 6-3                               | Tableau                                |
| 12                                | 06-06-2017 | Bol Open, Bol                          | WTA 125                                | 115 000 $                              | Terre (ext.)                           | Aleksandra Krunić                      | Alexandra Cadanțu                      | 6-3, 3-0 ab.                           | Tableau                                |
| 13                                | 10-06-2018 | Bol Open, Bol                          | WTA 125                                | 115 000 $                              | Terre (ext.)                           | Tamara Zidanšek                        | Magda Linette                          | 6-1, 6-3                               | Tableau                                |
| 14                                | 04-06-2019 | Croatia Bol Open, Bol                  | WTA 125                                | 115 000 $                              | Terre (ext.)                           | Tamara Zidanšek                        | Sara Sorribes Tormo                    | 7-5, 7-5                               | Tableau                                |
|                                   | 2020       | Édition annulée (pandémie de Covid-19) | Édition annulée (pandémie de Covid-19) | Édition annulée (pandémie de Covid-19) | Édition annulée (pandémie de Covid-19) | Édition annulée (pandémie de Covid-19) | Édition annulée (pandémie de Covid-19) | Édition annulée (pandémie de Covid-19) | Édition annulée (pandémie de Covid-19) |
| 15                                | 07-06-2021 | Croatia Bol Open, Bol                  | WTA 125                                | 115 000 $                              | Terre (ext.)                           | Jasmine Paolini                        | Arantxa Rus                            | 6-2, 7-64                              | Tableau                                |

### Double
| No                                | Date       | Nom et lieu du tournoi                 | Catégorie                              | Dotation                               | Surface                                | Vainqueures                            | Finalistes                             | Score                                  |                                        |
| --------------------------------- | ---------- | -------------------------------------- | -------------------------------------- | -------------------------------------- | -------------------------------------- | -------------------------------------- | -------------------------------------- | -------------------------------------- | -------------------------------------- |
| 1                                 | 22-04-1991 | Croatian Lottery Cup Bol               | Tier V                                 | 100 000 $                              | Terre (ext.)                           | Laura Golarsa Magdalena Maleeva        | Sandra Cecchini Laura Garrone          | Forfait                                | Tableau                                |
| Pas de tournoi entre 1992 et 1994 |            |                                        |                                        |                                        |                                        |                                        |                                        |                                        |                                        |
| 2                                 | 24-04-1995 | Croatian Ladies Open Zagreb            | Tier III                               | 161 250 $                              | Terre (ext.)                           | Mercedes Paz Rene Simpson              | Laura Golarsa Irina Spîrlea            | 7-5, 6-2                               | Tableau                                |
| 3                                 | 29-04-1996 | “M” Elektronika Cup Bol                | Tier IV                                | 107 500 $                              | Terre (ext.)                           | Laura Montalvo Paola Suárez            | Alexia Dechaume Alexandra Fusai        | 6-7, 6-3, 6-4                          | Tableau                                |
| 4                                 | 28-04-1997 | Croatian Ladies Open Bol               | Tier IV                                | 107 500 $                              | Terre (ext.)                           | Laura Montalvo Henrieta Nagyová        | Maria Jose Gaidano Marion Maruska      | 6-3, 6-1                               | Tableau                                |
| 5                                 | 27-04-1998 | Croatian Ladies Open Bol               | Tier IV                                | 107 500 $                              | Terre (ext.)                           | Laura Montalvo Paola Suárez            | Joannette Kruger Mirjana Lučić         | Forfait                                | Tableau                                |
| 6                                 | 26-04-1999 | Croatian Ladies Open Bol               | Tier IVa                               | 142 500 $                              | Terre (ext.)                           | Jelena Kostanić Michaela Paštiková     | Meghann Shaughnessy Andreea Vanc       | 7-5, 6-7, 6-2                          | Tableau                                |
| 7                                 | 01-05-2000 | Croatian Ladies Open Bol               | Tier III                               | 170 000 $                              | Terre (ext.)                           | Julie Halard Corina Morariu            | Tina Križan Katarina Srebotnik         | 6-2, 6-2                               | Tableau                                |
| 8                                 | 30-04-2001 | Croatian Ladies Open Bol               | Tier III                               | 170 000 $                              | Terre (ext.)                           | María José Martínez Anabel Medina      | Nadia Petrova Tina Pisnik              | 7-5, 6-4                               | Tableau                                |
| 9                                 | 29-04-2002 | Croatian Ladies Open Bol               | Tier III                               | 170 000 $                              | Terre (ext.)                           | Tathiana Garbin Angelique Widjaja      | Elena Bovina Henrieta Nagyová          | 7-5, 3-6, 6-4                          | Tableau                                |
| 10                                | 28-04-2003 | Croatian Ladies Open Bol               | Tier III                               | 170 000 $                              | Terre (ext.)                           | Petra Mandula Patricia Wartusch        | Emmanuelle Gagliardi Patty Schnyder    | 6-3, 6-2                               | Tableau                                |
| Pas de tournoi entre 2004 et 2015 |            |                                        |                                        |                                        |                                        |                                        |                                        |                                        |                                        |
| 11                                | 31-05-2016 | Bol Open Bol                           | WTA 125                                | 115 000 $                              | Terre (ext.)                           | Xenia Knoll Petra Martić               | Raluca Olaru İpek Soylu                | 6-3, 6-2                               | Tableau                                |
| 12                                | 06-06-2017 | Bol Open Bol                           | WTA 125                                | 115 000 $                              | Terre (ext.)                           | Chuang Chia-jung Renata Voráčová       | Lina Gjorcheska Aleksandrina Naydenova | 6-4, 6-2                               | Tableau                                |
| 13                                | 10-06-2018 | Bol Open Bol                           | WTA 125                                | 115 000 $                              | Terre (ext.)                           | Mariana Duque Mariño Wang Yafan        | Sílvia Soler Espinosa Barbora Štefková | 6-3, 7-5                               | Tableau                                |
| 14                                | 04-06-2019 | Croatia Bol Open Bol                   | WTA 125                                | 115 000 $                              | Terre (ext.)                           | Timea Bacsinszky Mandy Minella         | Cornelia Lister Renata Voráčová        | 0-6, 7-63, [10-4]                      | Tableau                                |
|                                   | 2020       | Édition annulée (pandémie de Covid-19) | Édition annulée (pandémie de Covid-19) | Édition annulée (pandémie de Covid-19) | Édition annulée (pandémie de Covid-19) | Édition annulée (pandémie de Covid-19) | Édition annulée (pandémie de Covid-19) | Édition annulée (pandémie de Covid-19) | Édition annulée (pandémie de Covid-19) |
| 15                                | 07-06-2021 | Croatia Bol Open Bol                   | WTA 125                                | 115 000 $                              | Terre (ext.)                           | Aliona Bolsova Katarzyna Kawa          | Ekaterine Gorgodze Tereza Mihalíková   | 6-1, 4-6, [10-6]                       | Tableau                                |